# Пустынька (Покровский уезд)
Пустынька, или Пустынка — историческая деревня на территории Петушинского района Владимирской области России. До упразднения уездно-губернского деления входило в состав Покров-Слободской волости Покровского уезда Владимирской губернии.
В настоящее время на месте деревни находится садовое товариществе «Лесное», в окрестностях: «Сосновый Бор», «Лесное», «Водитель».

## География
Располагалась около реки Шередарь.

## История
В конце XIX — начале XX века деревня входила в состав Покров-Слободской волости Покровского уезда Владимирской губернии.
Упоминается на топографической военной карты Рабоче-Крестьянской Красной Армии (РККА) на 1935—1941 предвоенные годы.

## Население
По данным на 1859 год в деревне 11 дворов, 36 жителей мужского пола, 37 — женского. 

По данным на 1896 год в деревне 14 дворов, 90 жителей.

По данным на 1905 год в деревне 15 дворов, 94 жителей.

## Транспорт
Пустынька стояла на пересечение дорог
, сохранившиеся и в 1970-е годы, и в XXI веке, ведя к СНТ. 